# Panetolikos F.C.
Panetolikos Football Club (græsk: ΠΑΕ Παναιτωλικός), hele navnet Panaetolikos Gymnastikos Philekpaideutikos Syllogos (græsk: Παναιτωλικός Γυμναστικός Φιλεκπαιδευτικός Σύλλογος) er en græsk fodboldklub beliggende i Agrinio. Klubben spiller til dagligt i den græske liga Super League.